# Kolshorn

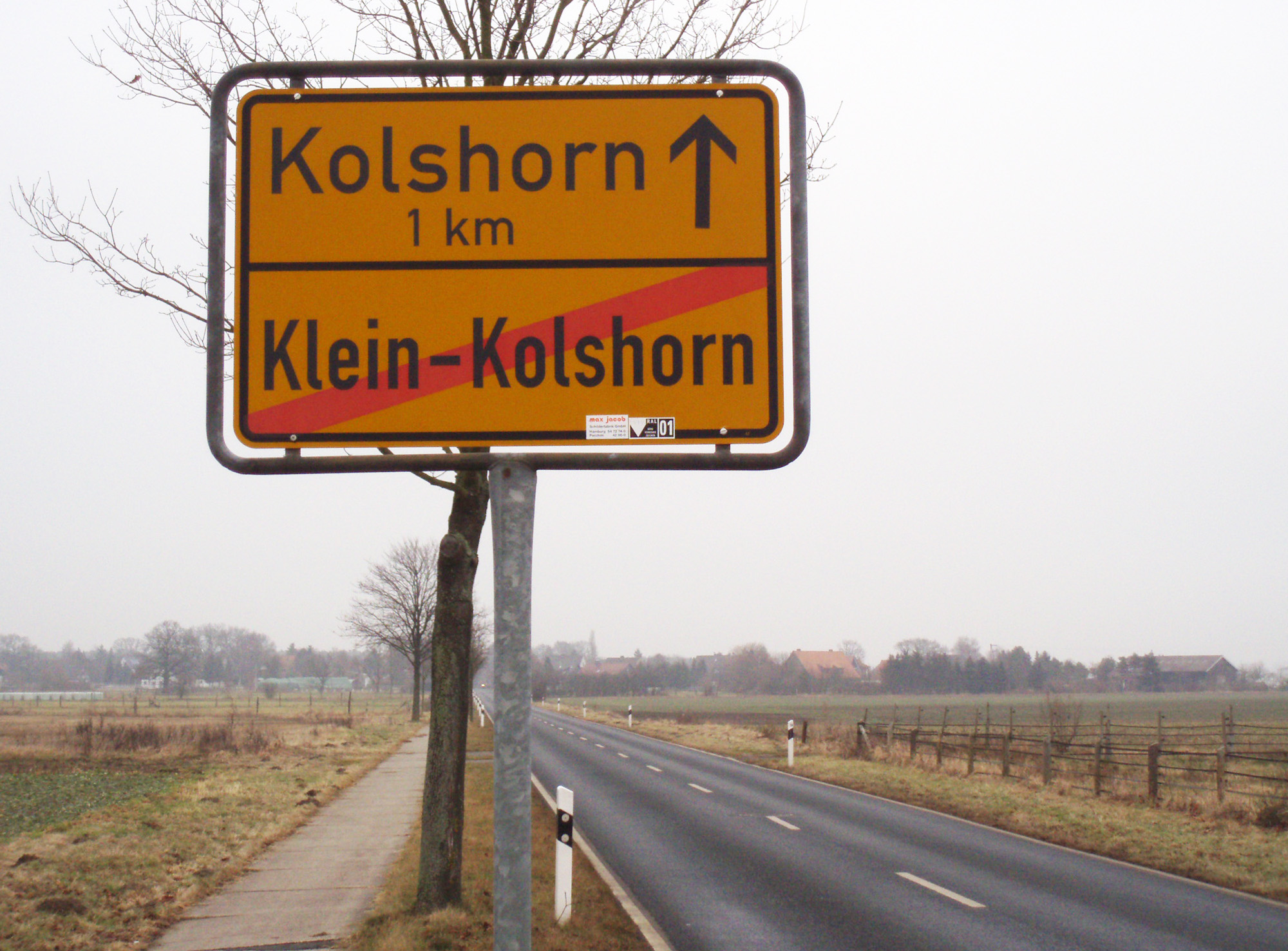
Ortsausgangsschild Klein-Kolshorn nach Kolshorn

Kolshorn ist ein Ortsteil der Stadt Lehrte (Region Hannover), zehn Kilometer nordöstlich von Hannover.

## Geografie
Kolshorn besteht aus zwei Teilen, nordöstlich liegt der Hauptort Kolshorn, in südwestlicher Richtung, etwa ein Kilometer entfernt, liegt das deutlich kleinere Klein-Kolshorn. Nachbarorte sind im Osten Aligse und Röddensen, im Süden Ahlten, im Westen Isernhagen sowie Beinhorn im Norden. Kolshorn liegt zentral im Schnittpunkt der Autobahnen A 2 und A 7, ohne jedoch direkten Zugang zu diesen zu haben. Im Westen liegt das Kolshorner Moor als Teil des Altwarmbüchener Moors. Knapp einen Kilometer östlich befinden sich zwei Baggerseen, der größere ist der Kolshorner Teich.

## Geschichte
Kolshorn wurde 1466 erstmals urkundlich erwähnt, bei der Verpachtung an Kurt von Marenholtz d. Ä. Kolshorn gehörte zum Landkreis Burgdorf. Am 1. März 1974 wurde Kolshorn in die Stadt Lehrte (Landkreis Hannover) eingegliedert. Heute ist Kolshorn landwirtschaftlich geprägt. Die Pferdewirtschaft hat dabei großes Gewicht. Daneben existieren einige kleinere Gewerbebetriebe. Sportlicher Schwerpunkt ist das Reiten. Organisiert sind die Reiter im Reit- und Fahrverein „St. Hubertus Kolshorn e. V.“.

## Politik

### Ortsrat
Der Ortsrat verantwortet die Ortsteile Aligse, Kolshorn und Röddensen gemeinsam und besteht aus zwei Ratsfrauen und fünf Ratsherren. Im Ortsrat befindet sich zusätzlich ein beratendes Mitglied (SPD).
| Partei / Liste        | Sitze 2021 | Sitze 2016 |
| CDU                   | 4          | 3          |
| BÜNDNIS 90/DIE GRÜNEN | 2          | -          |
| FDP                   | 1          | -          |
| SPD                   | -          | 4          |

(Stand: Kommunalwahl 12. September 2021)

### Ortsbürgermeister
Der Ortsbürgermeister ist Frank Seger (CDU). Sein Stellvertreter ist Martin Schieweck (CDU).

### Wappen
Der Entwurf des Kommunalwappens von Kolshorn stammt von dem Heraldiker und Wappenmaler Gustav Völker, der zahlreiche Wappen in der Region Hannover erschaffen hat. Die Genehmigung des Wappens wurde durch den Regierungspräsidenten in Lüneburg am 2. Februar 1966 erteilt.
| Wappen von Kolshorn | Blasonierung: „In geteiltem Schild oben in Grün ein wachsender, goldener, rot-bezungter Löwe, unten in Silber zwischen zwei roten Hirschstangen eine aufgerichtete, schwarze Wolfsangel.“ |
| Wappen von Kolshorn | Wappenbegründung: Die Gemeinde Kolshorn hat bis gegen Ende des 17. Jahrhunderts die Freiengerichtsbarkeit ausgeübt. Aus diesem Grunde wurde der Löwe gewählt, der in gleicher Ausführung schon in den Gemeinden Wettmar, Thönse, Engensen, Otze, Weferlingsen, Beinhorn, Heeßel und Ramlingen-Ehlershausen erscheint. Die Hirschstangen deuten an, dass Kolshorn noch heute von großen, wildreichen Wäldern umgeben ist, in denen die Jagd immer eine beachtliche Rolle gespielt hat. Die Wolfsangel symbolisiert die Zugehörigkeit zum Landkreis Burgdorf. |

## Kultur und Sehenswürdigkeiten

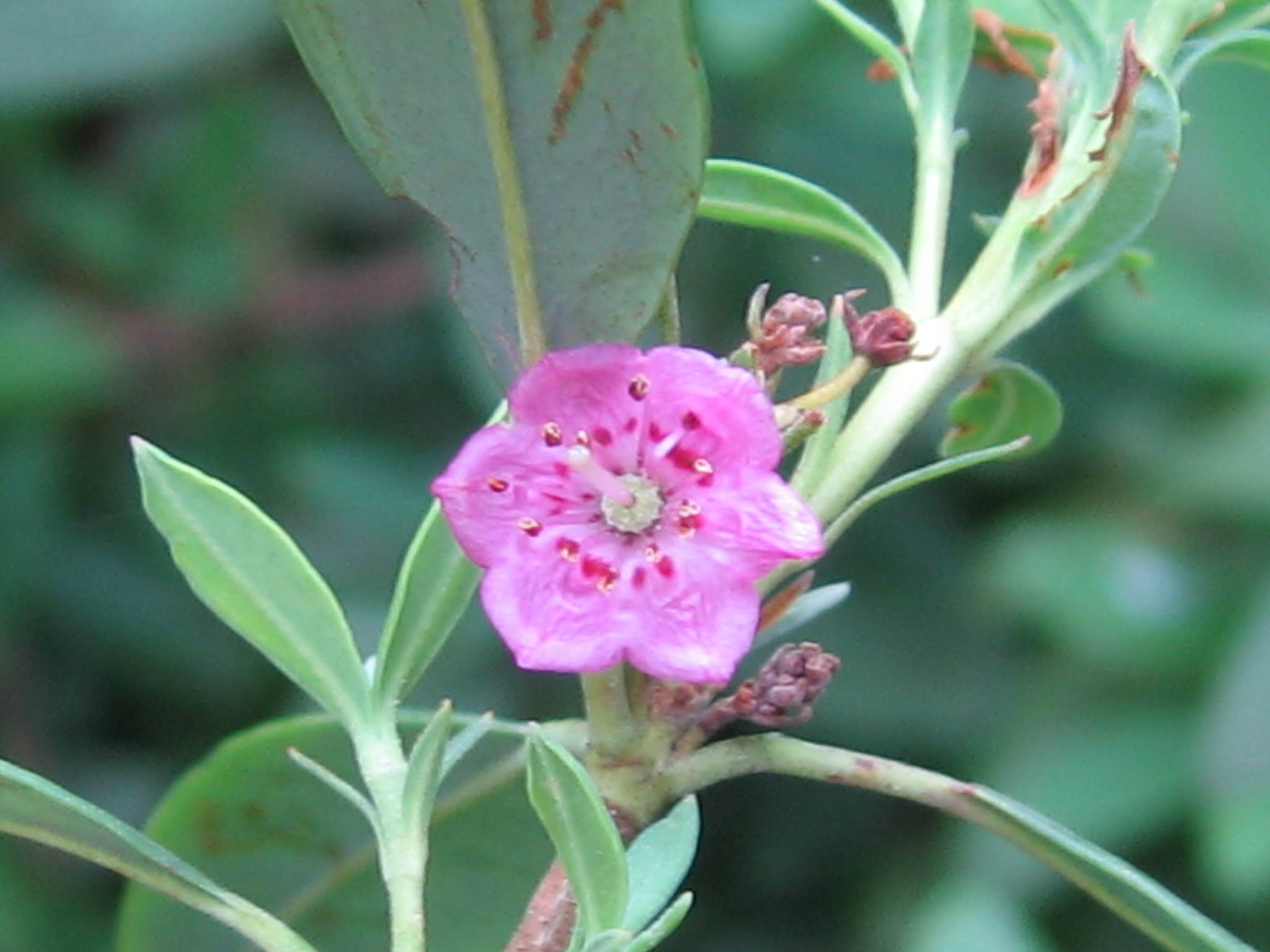
Blüte der Kalmia angustifolia im Kolshorner Moor

### Baudenkmale
→ Siehe: Liste der Baudenkmale in Kolshorn

### Grünflächen und Naherholung
Westlich von Klein Kolshorn befindet sich im Kolshorner Moor, in der Nähe des Kalmiawegs unter einer Hochspannungsleitung, ein in Europa einzigartiges Feld mit der aus Nordamerika stammenden Moorrose Kalmia angustifolia. Diese wurde 1834 vermutlich von Naturfreunden in das Moor gesetzt, nachdem sie bereits 100 Jahre zuvor in den Herrenhäuser Gärten eingeführt wurde.

### Fotogalerie

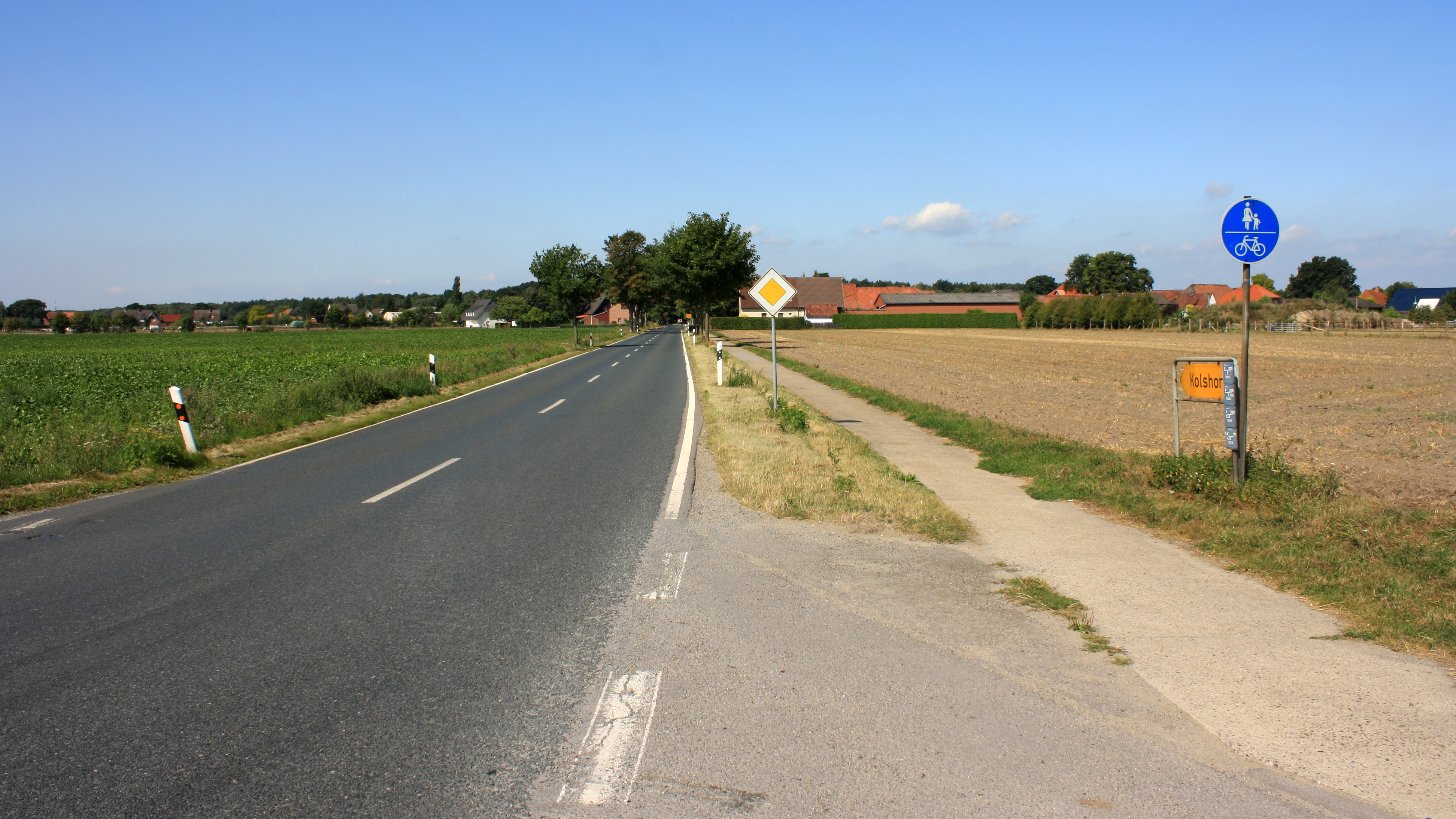
Östlicher Ortseingang
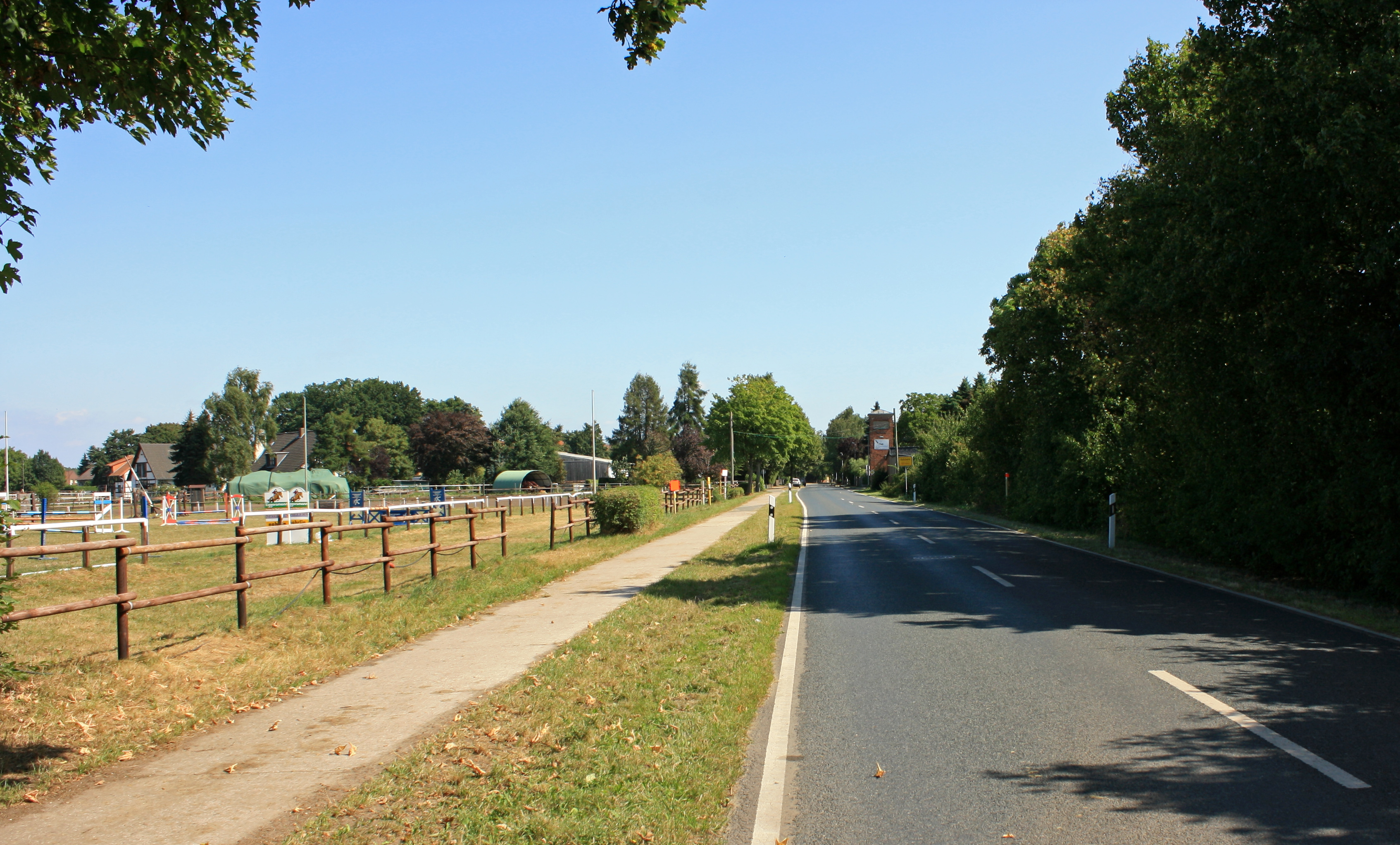
Südwestlicher Ortseingang
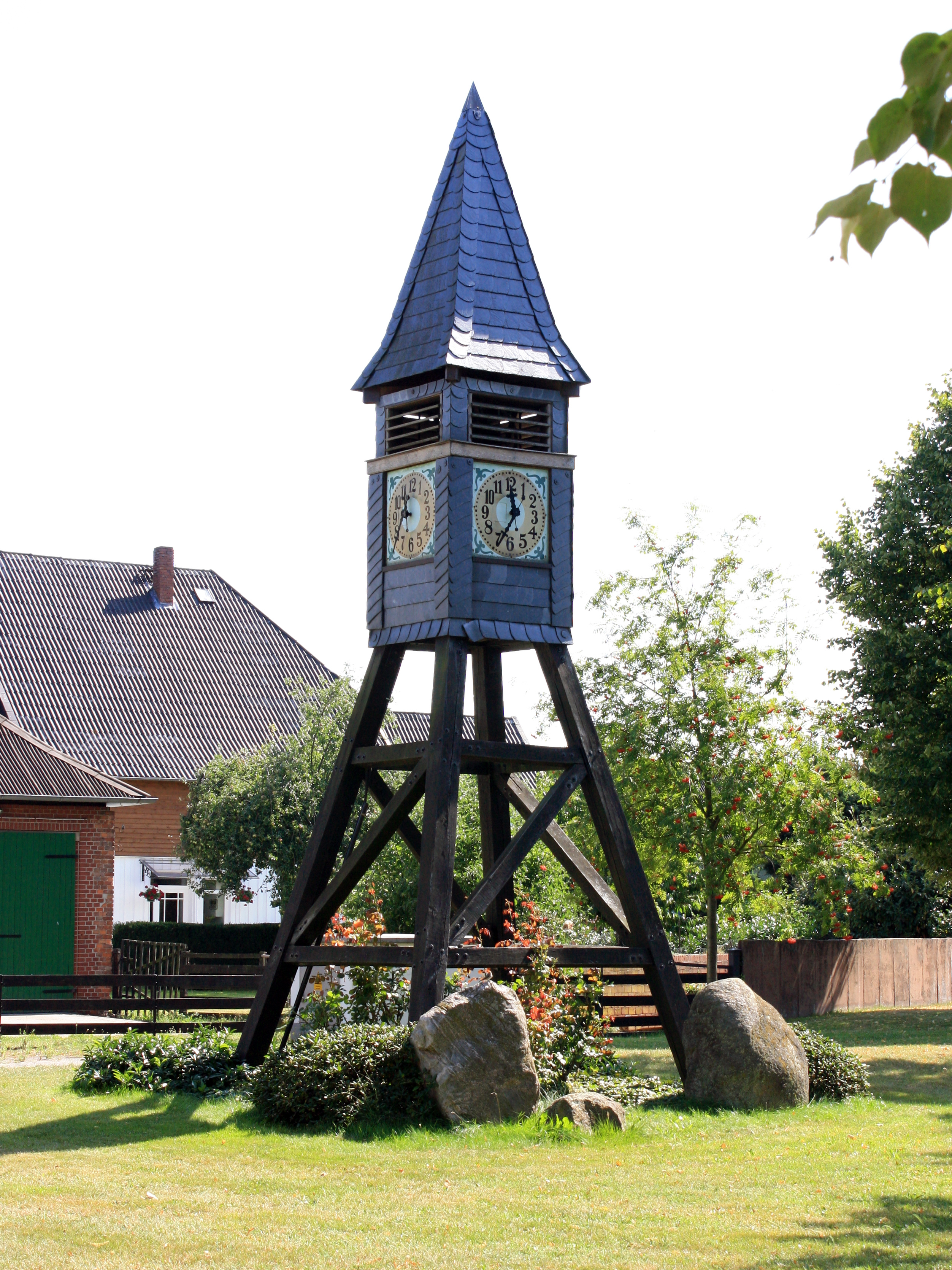
Uhrturm
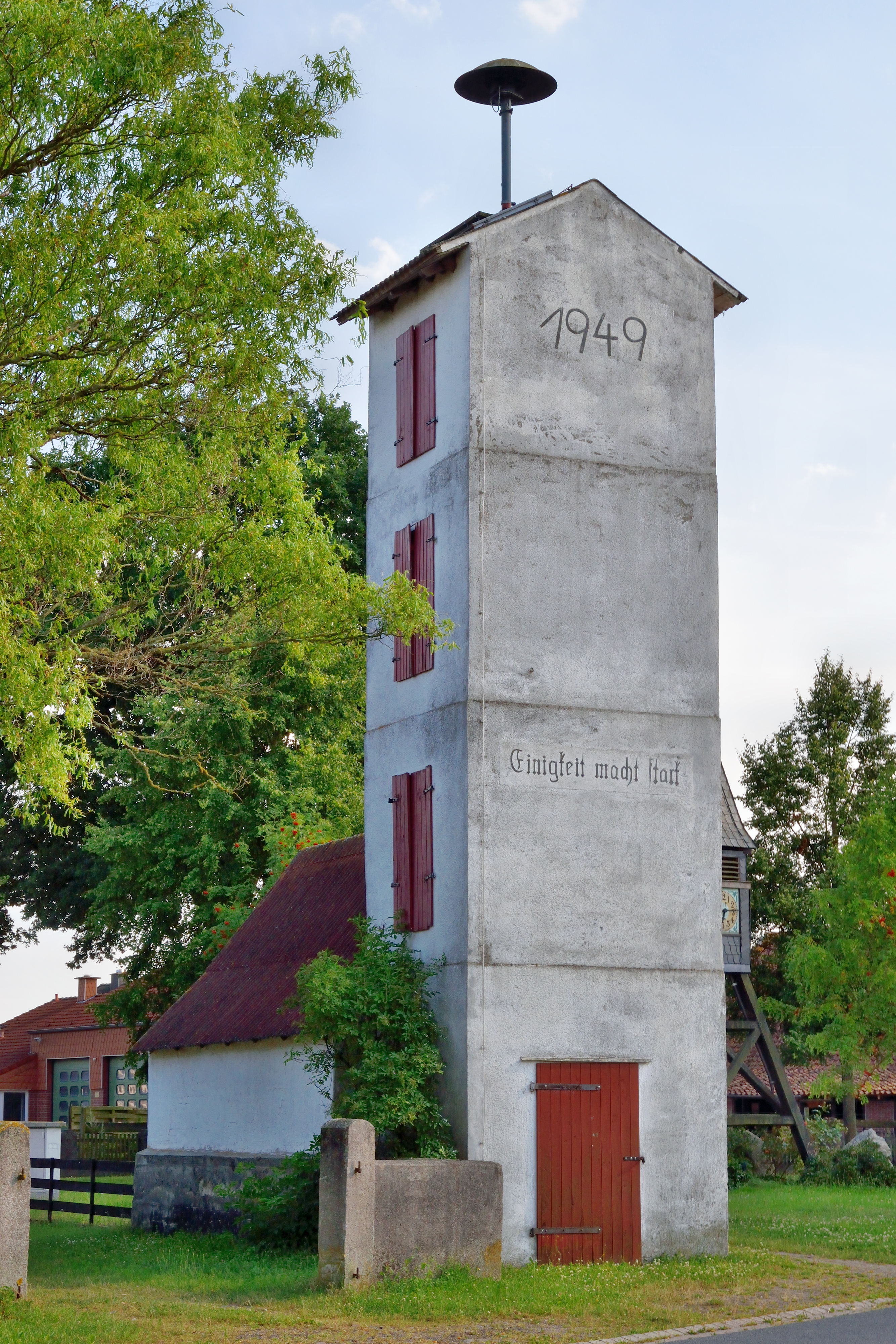
Schlauchturm
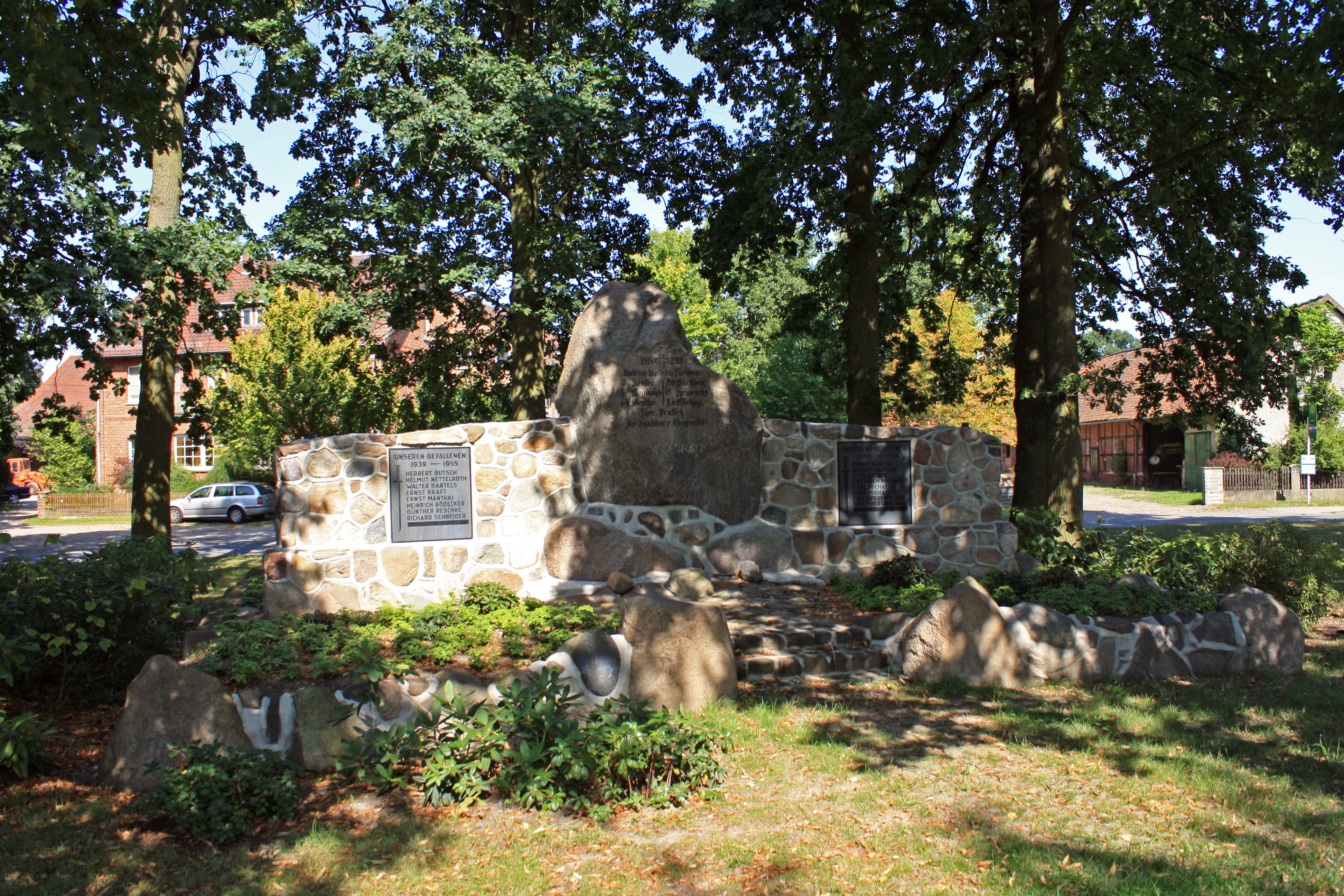
Weltkriegedenkmal